# Seine
Seine (uttalas /sɛn/ på franska), även (på svenska) Seinen, är en flod i norra Frankrike som bland annat rinner genom landets huvudstad Paris.
Seines källor befinner sig på 471 meter över havet i närheten av Dijon i Burgund, och floden flyter sedan 776 km genom Frankrike tills den mynnar ut i Engelska kanalen. Floden hålls farbar för oceangående fartyg upp till Rouen, 120 km från mynningen. Slussar finns på flera ställen längs floden för att underlätta sjöfart. På vägen genom Frankrike passeras départementen Seine-Maritime, Eure, Yvelines, Hauts-de-Seine, Paris, Val-de-Marne, Seine-et-Marne, Aube och Côte-d'Or.
En del av Seines strand i Paris blev 1991 uppsatt på Unescos världsarvslista.

## Biflöden
Seines huvudsakliga biflöden och deras längd. (H)/(V) står för höger och vänster.
- Aube (H) - 248 km
- Yonne (V) - 293 km
- Loing (V) - 166 km
- Essonne (V) - 90 km
- Orge (V) - 50 km
- Marne (H) - 525 km
- Oise (H) - 302 km
- Epte (H) - 100 km
- Andelle (H) - 54 km
- Eure (V) - 225 km
- Risle (V) - 140 km.